# Frédéric Couderc
Pour les articles homonymes, voir Couderc.
Frédéric Couderc, né en 1965, est un écrivain français.

## Biographie
Lauréat du prix Seligmann contre le racismede la Chancellerie des universités de Paris, Frédéric Couderc est publié principalement par Éditions Les Escales, Pocket, Éditions Héloïse d'Ormesson, Plon et Le Livre de poche. Récompensé du Prix du Roman historique jeunesse Les Rendez-vous de l'histoire, du Prix du Roman populaire, du Prix Révélation de La Forêt des livres, sélectionné au Prix du roman Fnac, il est traduit en Afrique anglophone et en Amérique latine. Il est par ailleurs responsable éditorial du Musée océanographique de Monaco et de l'Institut océanographique de Paris.

## Œuvres

### Romans
- 2003 : Prince Ebène, éd. Presses de la Renaissance ; Pocket 2005, prix révélation de la Forêt des Livres[2], inspire le personnage de Hannibal dans le film Les Trois Mousquetaires : Milady  et la série Black Musketeer.
- 2006 : La Dernière Danse d'Isadora, éd. Anne Carrière.
- 2009 : Que saignent les vignes du Roi, éd. Flammarion ; Le Grand Livre du Mois ; J'ai Lu 2011
- 2011 : Et ils boiront leurs larmes, éd. Flammarion ; Libra ; Le Grand Livre du Mois. J'ai Lu (2013), sélectionné au prix Jean Carmet, "Coup de cœur" du salon du roman populaire d'Elven.
- 2015 : Un été blanc et noir, éd. Le Livre de Poche, éd. Flammarion (2013). Prix du Roman populaire (Elven) 2013[3], Prix des lecteurs Livre de Poche (sélection), finaliste du Prix du polar lycéen d'Aubusson.
- 2016 : Le jour se lève et ce n'est pas le tien, éd. Héloïse d'Ormesson, éd. Le Livre de Poche (2017). Sélectionné au Prix du Roman Fnac, finaliste Prix littéraire des Étudiants Fête du Livre de Saint-Étienne, sélection prix des lecteurs À la Foli're, en lice pour le prix Biennale des lycéens de la ville de Pontivy. Traduit en espagnol sous le titre Amanece y no es tu sol, éd. Uniediciones (Colombie, 2019).
- 2018 : Aucune pierre ne brise la nuit, éd. Héloïse d'Ormesson, éd. Le Livre de Poche (2019). Sélectionné au prix du Roman Version Femina. Traduit en espagnol sous le titre No hay piedra que rompa la noche, éd. Uniediciones (Colombie, 2021).
- 2019 : Je n'ai pas trahi, éd. PKJ. Prix du Roman Historique Jeunesse 2021 (Les Rendez-vous de l'Histoire, Blois).
- 2020 :Yonah, éd. Héloïse d'Ormesson, éd. Le Livre de Poche (2021). En lice pour le prix Rosine Perrier des bibliothèques de Savoie.
- 2023 : Hors d'atteinte, éd. Les Escales, Pocket 2024. Lauréat du Prix Seligmann 2023 contre le racisme remis par la Chancellerie des Universités de Paris. Sélectionné pour le Prix Orange du Livre 2023. En cours de traduction au Ghana chez Akoobooks.
- 2025 : Les secondes chances, éd. Les Escales, récipiendaire d'une bourse de création du Centre national du livre.

### Récits, Beaux Livres
- 1989 : Victime et Bourreau avec Frédéric Brunnquell, éd. Calmann-Lévy ; Pocket 1990.
- 1992 : Les R.G. sous l'occupation : Quand la police française traquait les résistants, Paris, Éditions Olivier Orban, coll. « Réserve Ouvrage », 1er février 1992, 185 p. (ISBN 978-2-85565-652-6)
- 1998 : Bac+2+Crimes : L'affaire Florence Rey, Paris, Éditions Raymond Castells, 15 octobre 1998, 188 p. (ISBN 978-2-912587-22-0)
- 2001 : Kife la violence; J'ai Lu 2002.
- 2003 : Inside Africa, éd. Taschen.
- 2006 : Savoir goûter le vin avec Enrico Bernardo, éd. Plon.